# ريوسوكي كانزاكي
ريوسوكي كانزاكي (باليابانية: 神崎 亮佑) (21 يونيو 1982 في شيغا في اليابان – )؛ هو لاعب كرة قدم سابق كان يلعب كمدافع.

## وصلات خارجية
- ريوسوكي كانزاكي على موقع Soccerway.com (الإنجليزية)